# Trevor Bull
Trevor George Bull (* 28. Dezember 1944 in Suddon Coldfield, Warwickshire; † 4. April 2009 in Dudley, West Midlands) ist ein ehemaliger britischer Radrennfahrer und nationaler Meister im Radsport.

## Sportliche Laufbahn
Er war Teilnehmer der Olympischen Sommerspiele 1964 in Tokio. Dort war er im Sprint am Start.
Bull bestritt viele Disziplinen des Radsports. Er fuhr Bahnrennen, Straßenrennen, war als Steher und in Querfeldeinrennen aktiv.
1966 startete er bei den Commonwealth Games im Bahnradsport und gewann die Bronzemedaille im Rennen über 10 Meilen. 1965 gewann er den nationalen Titel im Mannschaftszeitfahren. 1969 und 1970 wurde er Meister im Zweier-Mannschaftsfahren mit Tony Gowland als Partner. Den Titel im Sprint gewann er 1975 vor Reg Harris. 1972 war er Vize-Meister hinter Reg Barnett, 1974 Zweiter hinter Harris. 1976 wurde er ebenfalls Zweiter. 1967 gewann er den Muratti Gold Cup, ein international besetztes traditionsreiches britisches Bahnrennen.  
Von 1968 bis 1981 war er als Berufsfahrer immer in britischen Radsportteams aktiv. Seine Erfolge hatte er ausschließlich in Großbritannien, wo er insbesondere bei Kriterien und Rundstreckenrennen siegreich war.

## Berufliches
Nach seiner Laufbahn führte er mit Mick Bennet ein Fahrradgeschäft.